# Пьерманд
Пьерма́нд (фр. Pierremande) — коммуна во Франции, находится в регионе Пикардия. Департамент коммуны — Эна. Входит в состав кантона Шони. Округ коммуны — Лан.
Код INSEE коммуны — 02599.

## Население
Население коммуны на 2010 год составляло 276 человек.
| 1962 | 1968 | 1975 | 1982 | 1990 | 1999 | 2010 |
| ---- | ---- | ---- | ---- | ---- | ---- | ---- |
| 237  | 274  | 270  | 278  | 261  | 260  | 276  |

## Экономика
В 2010 году среди 178 человек трудоспособного возраста (15—64 лет) 118 были экономически активными, 60 — неактивными (показатель активности — 66,3 %, в 1999 году было 68,0 %). Из 118 активных жителей работали 96 человек (62 мужчины и 34 женщины), безработных было 22 (11 мужчин и 11 женщин). Среди 60 неактивных 13 человек были учениками или студентами, 19 — пенсионерами, 28 были неактивными по другим причинам.